# ソペド
ソペド (Sopdu) は、エジプト神話における戦いの神。

## 概要
ソプドゥ（セプトゥ、ソペドゥとも表記）は、古代エジプトの宗教における天空と東の国境地域の神である。彼はケンシットの夫であった。
天空の神として、ソプドゥはオリオン座の擬人化である神サフ、シリウスの星を表す女神ソプデトと結び付けられていた。ピラミッド・テキストによると、ソプドゥと偉大な天空の神ホルスの組み合わせであるホルス・ソプドゥは、オシリス・サとイシス・ソプデトの子孫である。
ソプドゥは東方の神として、国境沿いのエジプトの前哨地を守り、ファラオがその地域の外国人居住者を管理するのを助けると言われていた。彼は東の主と呼ばれ、下エジプトの最東端のノモスに最大の信仰の中心地があり、そこはソプドゥの場所を意味するペル・ソプドゥと呼ばれていた。彼の神殿はシナイ半島のエジプト人居住地、例えばセラビト・エル・ハディムのトルコ石鉱山にもあった。
星の神サフを父に、豊穣の女神ソプデトを母に持つ。配偶神は女神ヘンシト。

## 信仰
下エジプト最東端のノモスを中心に信仰を集めた。